# Pınarlı (Şavşat)

## Localização Geográfica
Pınarlı é uma vila no distrito de Şavşat , província de Artvin , Turq
uia. Em 2011, tinha uma população de 694 pessoas.

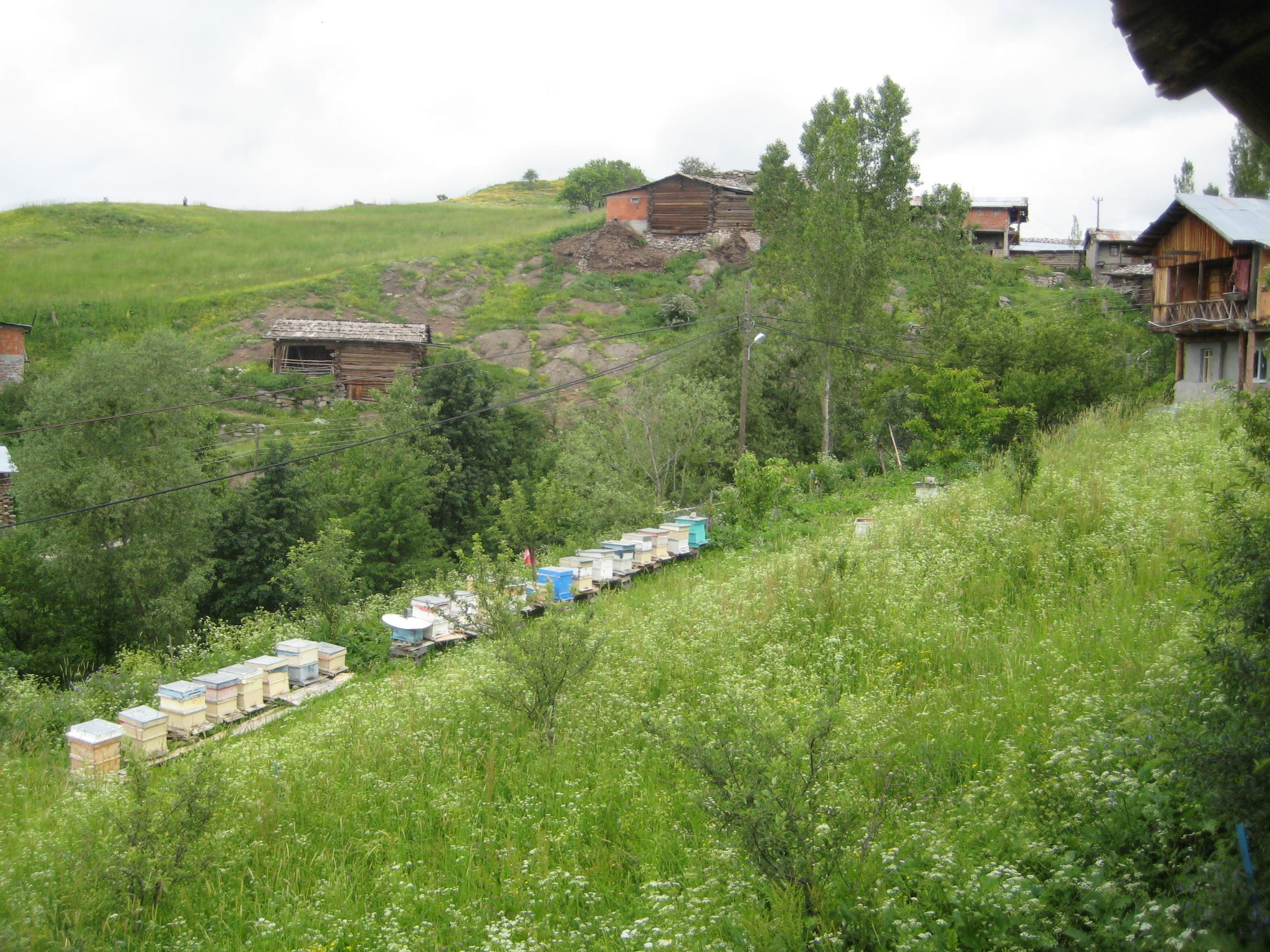

#### Ponto estratégico
A aldeia fica a apenas 9 quilómetros da fronteira turca com a Geórgia. Já contendo, em tempos, um posto militar.